# ビジネスはビジネス
「ビジネスはビジネス」(Les affaires sont les affaires) (1903) はフランスの作家 オクターヴ・ミルボー の三幕もの散文喜劇。
「ビジネスはビジネス」は、1901年10月の「モリエールの館」（コメディ・フランセーズ）での脚本審査委員会上演却下にいたる悶着のあと、1903年4月20日コメディ・フランセーズで公演、大成功をおさめ、世界の舞台、とりわけドイツ、ロシアで喝采を博し、世界各国語に訳出、一世紀この方ひんぱんに上演され、その成功は揺るがなかった（1994年～2011年フランス語圏の16の劇団で、わけても2009年秋～2011年春はコメディ・フランセーズで上演）。

## 戯曲

### 古典喜劇
この作品はモリエールの系譜につらなる偉大な古典喜劇であり、芝居化された生きた性格の描出が、いわゆる「ベル・エポック」の見上げた風俗と結びついている。三単一の法則－時間の単一（連続した二日間で24時間以内）、場所の単一（ヴォーペルデュの城館）、そして筋の単一（イジドール・ル シャの財産倍増を もくろむ、ビジネスに焦点）－が遵守されている。

### 戯曲
ペルシュ地方（パリ南西部）の城館で一週間過ごすうちに、ビジネスになくてかなわぬ大日刊紙も意のままに扱う、成金富豪イジドール・ル シャは、おのが財力と社会的信用をさらに増強しうる二つの事業に手をつける。すなわち、一方で、スポンサーの必要な二人の電気技師グルッグとファンクから の、収益の見込める水量豊かな発電開発の提案を受け入れ、彼らに自分の信条を押し付ける。かたわら、彼は娘のジェルメーヌを、隣人でポルセレ侯爵という、 自分の言いなりの破産貴族の、息子に妻合わせようとする 。しかしこの計画は娘の抵抗にあう。ジェルメーヌは、反抗し、知的にも性的にも解放され、父を裁き、父の強奪により貧困に苦しみながら も、自由を選択する。人を死に追いやる富裕より貧困をえらび、彼女は父の使用人であるリュシアン・ガローという化学者の愛人と出立する。そして彼女は彼を 選んだことを誇りにするが、それは当時の批評家に深い衝撃を与えた。彼らの目には彼女はよこしまな娘にすぎなかったのだ。

### 金銭の力
中央の人物イジドール・ルシャーそのルシャという姓も暗示的だがーは、すご腕実業家、呵責ない捕食者であり、首都の経済激動・世界的発 展時代の申し子。彼は一切を金に換算し、経済・メディア上の権力をきずくが、それはあこぎな、将来のビジネスマンを予告する。政府と参謀本部上層に、おあずけも喰らわせば、カトリック教会とも、たやすく共謀する。彼は、富者の鉄蹄が貧者を無慈悲にも押しつぶす、経済制度のシンボルとして、下劣で、おぞましい。だが、彼はけた外れの性質―ビジネスにおける直感と明徹さ、そして精神力を有し、これらはとりわけ、けちなペテン師ファンクとグルッグとの、ふたつのいざこざをつうじ、観客の感嘆を呼ぶ。そしてミルボーは、どんな善悪二元論も拒否しながら、次のことを認めている。この捕食者は、それなりに理想主義者で未来を志向し、やはり生産力発展に貢献しているのに対し、ポルセレ侯爵は 時代遅れの伝統から抜けきれない、寄生階層を体現し、欺瞞にほかならぬ名誉を盾に、色あせた威光を滑稽なほど正当化しようとする。
広く知られている、この題名が意味するように、金銭は憐憫を、感情と道徳を、排除し、みずから事足れりとする。拝金主義の支配し、すべ てが売り物で商品価値をもつ世界では、荒廃をもたらす金銭の力は、知性、心情、そして制度一切の堕落に貢献する。ビジネスは、イジドール・ルシャのような 信仰も掟も持たないいかさま師が、なんの罰も受けずに、もっとも弱くもっとも貧しい者たちから、かすめた何百万という金を、蓄えることを可能にしているの で、それは合法化された悪徳行為に他ならない。1994‐1995年のこの戯曲の再演が400回に及んでいることが示すように、この非神話化は、その力も、その今日的意義も、なんら失ってはいない。

### 愛と死
しかし、イジドール・ルシャの支配的リビドーは死に直面―最愛の息子グザヴィエが、父からの金で身を滅ぼし、時速５５キロの自動車事故で自殺―し、そして愛に直面―娘のジェルメーヌが父彫心鏤骨の「玉の」輿を拒否―し、無力と化す。
しかしながら、よくシェークスピア的と形容される結末で、「無一物」に堕したと思い込み、ひしがれ地にまみれた父親は、ついに立ち直り、進捗中の事業を見事とりまとめると、自分の苦悩に付けこみ、手玉にとろうとした二人の技師を、屈服せしめる。

## 日本語訳
邦訳には　内藤濯訳『事業は事業』（「近代劇全集第１９巻仏蘭西篇」1929年出版　収録　）がある。　